# Le Clan de l'Ours des cavernes
Ne doit pas être confondu avec Le Clan de la caverne des ours.
Le Clan de l'Ours des cavernes (titre original en anglais : The Clan of the Cave Bear) est le premier volume de la saga Les Enfants de la Terre, de Jean M. Auel paru en  1980, traduit en français initialement sous le titre Ayla l'enfant de la terre en 1982. Une adaptation en bande dessinée, illustré par Camille Moog , est paru en 2023 chez Jungle Édition. 

## Résumé
Une fillette de 5 ans se retrouve orpheline et sans abri à la suite d'un tremblement de terre qui a détruit le campement de sa famille. Nue et incapable de se nourrir, elle erre pendant plusieurs jours sans savoir où elle va, jusqu'au moment où, après avoir été attaquée et grièvement blessée par un lion des cavernes, mourant de faim, d'épuisement et de ses plaies qui s'infectent, elle s'effondre presque morte.
Le récit présente ensuite un groupe de personnes – le Clan – qui se retrouvent également sans abri car le tremblement de terre a détruit leur grotte et qui errent à la recherche d'un nouvel endroit où se fixer. Alertée par les vautours qui tournoient au-dessus de l'enfant inconsciente, la guérisseuse du groupe, Iza, demande à Brun, le chef du clan, la permission de sauver la petite abandonnée. Elle met à profit ses grandes connaissances des herbes médicinales et ses techniques pour soigner la petite fille et la ramener à la vie. Quand elle reprend conscience, l'enfant est choquée en voyant que ses sauveurs sont physiquement très différents de ceux qu'elle connaissait : ce sont des Néandertaliens alors qu'elle est une « Cro-Magnon », de l'espèce Homo sapiens (dont ses sauveurs parlent en les appelant « les Autres »).
L'histoire détaille plusieurs aspects des différences entre le Clan et « les Autres ». L'appareil vocal des Néandertaliens est incapable de reproduire la gamme des vocalisations des hommes de Cro-Magnon, et les membres du Clan ne peuvent pas comprendre, et encore moins prononcer, le nom de la petite fille : le nom le plus proche auquel ils arrivent (et ce sera le sien par la suite) est « Ayla ». Toutefois, dans le roman, les Néandertaliens sont en possession d'une langue non verbale très élaborée et reposant sur des gestes des mains et des bras. Au début, Ayla a des difficultés à se rendre compte que cette langue existe. Elle est élevée selon les coutumes du Clan, qui impliquent notamment de ne pas rire ni sourire, et de ne pas pleurer. En grandissant, elle enfreint un grand nombre de ces coutumes : elle observe en secret les hommes, ramasse une arme, apprend à l'utiliser et s'enfuit avec son enfant pour empêcher qu'on le mette à mort.
En dehors des différences physiques, il existe entre ceux du Clan et les Autres des différences mentales et culturelles. Mentalement, les Néandertaliens ont développé à un très haut point leurs souvenirs qui comprennent une mémoire héréditaire du clan remontant à d'innombrables générations, et qui peut être éveillée grâce à des rites exécutés par le « Mog-ur », un homme sacré ou Shaman. Cette confiance qui s'accroît toujours dans une mémoire qui ne cesse de s'accumuler aboutit à un respect étroit de la tradition, tandis que la diminution de la capacité d'adaptation – cela apparaît nettement dans le livre – se traduira en fin de compte par la disparition de cette branche de l'humanité.
À côté d'Ayla et d'Iza, le personnage de Creb, le Mog-ur, est le plus développé et le plus important dans le livre. Né avec des malformations, il aurait dû normalement être abandonné tout bébé, mais les circonstances ont voulu qu'il fût autorisé à vivre ; malgré son handicap – ou plutôt à cause de lui – il a développé des capacités mentales et psychiques supérieures. Encore enfant, il a été attaqué par un ours des cavernes, ce qui a ajouté à ses infirmités, mais a été considéré comme une bénédiction de l'esprit le plus vénéré et le plus puissant du Clan ; celui-ci considère en effet non seulement son propre groupe, mais toutes les personnes de la même espèce comme faisant partie d'un « Clan de l'ours des cavernes ». Les pouvoirs de Creb sont tels qu'il n'est pas seulement le Mog-ur de son propre groupe, mais le Mog-ur du clan tout entier et plus vaste qui s'étend aux hommes de Néandertal de la région. Bien que les pouvoirs de Creb – et ses difformités – soient tels que les autres membres de son clan le vénèrent et le craignent, il est touché par cette enfant trouvée et pratiquement sans ressources, qui suscite crainte ou appréhension chez les autres membres du clan ; si bien qu'entre Ayla et Creb s'établissent des rapports étroits entre un substitut de père et sa fille.
Le roman suit le développement d'Ayla depuis l'enfant jusqu'à la jeune femme, ce qui permet en chemin de montrer divers aspects du mode de vie du Clan : la chasse et la cueillette, les relations sexuelles et sociales, les rites, les tabous, les croyances et l'environnement. Un fil conducteur du livre est la relation antagoniste entre Ayla et Broud, fils du chef, Brun, et son successeur désigné comme chef du Clan. Cette relation tumultueuse se termine par le viol et la grossesse d'Ayla. Sa progéniture est considérée comme « mal formée », alors qu'elle est tout simplement un hybride entre les deux espèces. De façon inattendue l'enfant est accepté par le Clan, et il est appelé Durc. Le livre se termine lorsque Broud succède à son père et fait bannir Ayla ; celle-ci s'en va pour essayer de retrouver d'autres personnes de sa propre race, comme Iza, sur son lit de mort, l'avait exhortée à le faire. On ne lui permet pas d'emmener son fils avec elle, un événement tragique qui sera pour Ayla une blessure pendant tout le reste de la série.
La Vallée des chevaux est la suite de l'histoire d'Ayla, qui sera développée dans d'autres livres de la série Les Enfants de la Terre, laquelle comprend Les Chasseurs de mammouths, Le Grand Voyage, Les Refuges de pierre, et enfin Le Pays des Grottes Sacrées paru en 2011 et qui termine la série.

## Traditions du Clan
- Les femmes ne peuvent pas participer aux cérémonies des hommes ; elles n'ont le droit ni de communiquer avec eux sans leur permission ni de les regarder dans les yeux. Quand une femme a besoin de faire savoir quelque chose à un homme, elle doit s'incliner vers ses pieds en baissant la tête. Si l'homme la touche sur son épaule, elle a le droit de communiquer avec lui au moyen des signes habituels du clan.
- Tous les 7 ans, les 9 clans de l'ours des cavernes de la région se réunissent et exécutent des rites et des concours pour voir quel est le clan le plus puissant.
- La grotte est divisée en « foyers » ; on dit ainsi qu'il y a « le foyer de Creb », « le foyer de Broud » etc. Chaque foyer appartient à un chef de famille, et ses limites dans la grotte sont marquées sur le sol avec des pierres. C'est un manque de respect que d'observer ce qui se passe dans un foyer étranger, et en particulier de regarder les conversations, puisque, comme elles se font au moyen de signes, tout le monde peut les voir. De telles actions sont donc très mal perçues.
- Le Mog-ur est un personnage sacré qui a le pouvoir de communiquer avec les esprits. Il peut chasser, mais ses rituels religieux occupent la plus grande partie de son temps, si bien qu'une part de la chasse lui est réservée.
- Le chef du clan a un second. C'est lui qui a la responsabilité du feu pendant les déplacements. Quand on cherche une nouvelle grotte pour y vivre, le second place dans la corne d'un aurochs un charbon pris dans le feu précédent, et qu'on utilisera pour allumer un nouveau feu ; c'est ainsi que se conserve le feu de la grotte précédente. Si le feu s'éteint, c'est pour les hommes un signe que leurs totems les ont abandonnés et le second, chassé de son rang, est relégué à la position masculine la plus basse dans le clan.
- Lorsque le clan se déplace, la disposition de ses membres pendant la marche dépend de leur rang au sein du clan. En tête s'avance le chef, suivi de son second. Derrière eux vient la guérisseuse, puis l'épouse du chef et après elle, formant un cercle, les jeunes et les chasseurs. Au centre on trouve les épouses, leurs enfants et les anciens. Le Mog-ur a le droit de marcher à côté de la personne qu'il désire, puisqu'il se situe en dehors de cette hiérarchie.

## Cadre géographique
Selon les indications du récit, la grotte du clan est située dans un piémont montagneux, non loin de la mer, dans une région qui semble correspondre à l'actuelle Crimée, sur sa côte méridionale. Cependant, la véritable grotte est située à plusieurs centaines de kilomètres, car Auel s'est inspirée de l'ouvrage de l'archéologue Ralph Solecki sur ses fouilles dans la grotte de Shanidar en Iraq, au cours desquelles il a mis au jour neuf squelettes de Néandertaliens de divers âges et des indices de rites funéraires,.

## Personnages
- Ayla, l'héroïne, jeune fille homo sapiens recueillie par Iza.
- Iza la guérisseuse, sa mère adoptive, qui a pris le risque de la recueillir.
- Uba, fille d'Iza, se lie d'amitié avec Ayla.
- Creb le sorcier (aussi appelé Mog-ur), le frère d'Iza et de Brun, son père adoptif.
- Brun, le chef du clan et le père de Broud.
- Broud, le fils de la compagne de Brun et le père de Durc.
- Durc, son fils de « sang mêlé ».
- Ebra, la compagne de Brun, sœur d'Uka.
- Uka, la sœur d'Ebra, épouse de Grod.
- Grod le second du chef, époux d'Uka, fils de Zoug.
- Zoug, père de Grod, ancien chasseur spécialiste de la fronde.
- Droog le tailleur de pierre.
- Aga, fille d'Aba, et mère de deux enfants.
- Aba, la vieille mère d'Aga.
- Vorn, le plus grand fils d'Aga, âgé de 4 ans au début du livre.
- Ona, petite sœur de Vorn et fille d'Aga, son totem est le hibou.
- Grug, mari d'Ika et père de Borg.
- Ika la compagne de Grug.
- Borg, du totem du sanglier, tout-petit de Grug et d'Ika.
- Oga, jeune fille orpheline, se lie d'amitié avec Ayla.

## Adaptation cinématographique
Une adaptation cinématographique de ce livre a été réalisée en 1986 par Michael Chapman sous le titre Le Clan de la caverne des ours, où le rôle principal (Ayla) est tenu par Daryl Hannah.
La chaîne Lifetime a commandé à différents producteurs une série tirée de l'histoire d'Ayla et prévue pour 2015. La série, à la suite d'un désaccord avec les 20th Century Studios, est mise en suspens. Millie Brady, devrait tenir le rôle d'Ayla, Johnny Ward le rôle de Broud et Charlene McKenna celui d’Iza. Linda Woolverton est responsable du scénario du pilote, produit par Jean M. Auel, Francie Calfo ou encore Ron Howard.